# Йота (кирилиця)
Ꙇ, ꙇ (Йота) — це кирилична літера, заснована на грецькій букві Iota, і використовується в розширеній кирилицею-B для транскрипції глаголичної Іже, Ⰹ. Літера була представлена в Unicode 5.1 у квітні 2008 року.
| Перегляд      | Ꙇ                            | Ꙇ                            | ꙇ                          | ꙇ                          |
| ------------- | ---------------------------- | ---------------------------- | -------------------------- | -------------------------- |
| Назва юнікоду | cyrillic capital letter iota | cyrillic capital letter iota | cyrillic small letter iota | cyrillic small letter iota |
| Кодування     | decimal                      | hex                          | decimal                    | hex                        |
| Unicode       | 42566                        | U+A646                       | 42567                      | U+A647                     |
| UTF-8         | 234 153 134                  | EA 99 86                     | 234 153 135                | EA 99 87                   |